# Хмельницька обласна бібліотека для юнацтва
Хмельницька обласна бібліотека для юнацтва (ХОБЮ) є обласним, спеціалізованим, інформаційним, культурним, освітнім, загальнодоступним закладом, що здійснює бібліотечно-бібліографічне, довідково-інформаційне обслуговування користувачів віком від 14 до 21 року, фахівців з питань виховання, освіти, соціальної адаптації та організації дозвілля молодого покоління, популяризує читання художньої, галузевої, довідкової та наукової літератури.
Бібліотека здійснює свою діяльність на основі та відповідно до чинного законодавства України, зокрема: законів України "Про бібліотеки і бібліотечну справу", "Основ законодавства України про культуру", "Про місцеве самоврядування в Україні", нормативних актів Міністерства культури України, норм податкового законодавства України, що регулюють діяльність неприбуткових установ, інших діючих нормативних актів України, рішень Хмельницької обласної ради, наказів управління культури, національностей, релігій та туризму Хмельницької обласної державної адміністрації та власного Статуту.

## Історія бібліотеки
Хмельницька обласна бібліотека для юнацтва – наймолодша серед обласних книгозбірень. ІІ творча біографія починається в лютому 1977 року, згідно з рішенням  №48-р обласної ради народних депутатів. Книгозбірня стала однією з перших спеціалізованих бібліотек для юнацтва в Україні, що дало потужний поштовх для розвитку бібліотечної справи в Україні та Хмельницькій області, зокрема.
Книгозбірня розташована  у центрі міста по вулиці Соборній, 33.
Статут бібліотеки затверджено розпорядженням голови Хмельницької обласної ради від «2» лютого 2007 р.№11

## Структурні підрозділи
На сьогодні, в  ХОБЮ працює 10 підрозділів:
- адміністрація
- інформаційно-бібліографічний відділ
- відділ наукової обробки фонду
- відділ організації, збереження та використання фонду
- відділ абонемента
- відділ періодики, в якому діє Інтернет-центр
- відділ читального залу
- відділ краєзнавства
- відділ мистецтв
- відділ обліку і контролю

Відповідно до постанови Кабінету Міністрів України № 510 від 30.05.1997року ХОБЮ успішно реалізовує функцію творчої лабораторії в таких юнацьких структурних підрозділах області: 1 філія, 10 абонементів,11 кафедр.

## Бібліотека сьогодні
Обласна бібліотека для юнацтва є інтелектуальним молодіжним центром області, що відкриває перед молоддю двері у світ знань, світ професій, змістовного дозвілля. Щорічно бібліотека обслуговує 29,9 тис. користувачів. Кількість відвідувань становить 182,5 тис., документовидачі - 527,3 тис. На сьогодні бібліотечний фонд налічує понад 190 тис. примірників. Бібліотека сприяє підвищенню загальноосвітнього, культурного та професійного рівня молоді. Фахівці книгозбірні  беруть участь в семінарах, конференціях, тренінгах, наукових дослідженнях з проблем бібліотекознавства, бібліографії та інноваційного розвитку. Заклад постійно розширює номенклатуру бібліотечних послуг, підвищує їхню якість на основі нових технологій, комп'ютеризації інформаційно-бібліотечних процесів. Книгозбірня здійснює організаційно-методичне керівництво юнацьких структурних підрозділів бібліотек області, координує діяльність бібліотек всіх систем і відомств, що обслуговують юнацтво, надає організаційно-методичну допомогу бібліотекам області шляхом вивчення, аналізування та прогнозування стану бібліотечного обслуговування, видає методичні матеріали, рекомендації, огляди діяльності. Фахівці бібліотеки займаються вивченням, узагальненням та впровадженням передового досвіду та інновацій в бібліотечну практику, інформують та консультують бібліотекарів, які працюють з юнацькою аудиторією. Працівники структурних підрозділів бібліотеки постійно проводять різноманітні творчі акції,активно співпрацюють з молодіжними громадськими організаціями відповідно до запитів юнацтва. В 2002 році за успіхи в бібліотечній справі колектив удостоєний обласної премії ім. Мелетія Смотрицького

## Молодіжні клуби та організації
- Діалоговий молодіжний клуб "Точка доступу"
- Клуб молодіжного дозвілля "Artihall"
- Морально-правовий клуб "Знати. Виконувати. Відповідати"
- Лекторій "Школа здорового способу життя"
- Клуб історичного краєзнавства "Джерела"
- Молодіжна студія "Дебют"
- Краєзнавчий клуб "Літературні зустрічі"
- Клуб кіноманів "Thinkg club"

## Членство в асоціаціях
ХОБЮ є активним самостійним членом Української бібліотечної асоціації, є постійним інформаційно-організаційним партнером соціальних та культурно-освітніх заходів та проектів громадських організацій Хмельницького і Хмельницької області.